# Adriaen van Gaesbeeck
Adriaen van Gaesbeeck, achternaam ook geschreven als Van Gaeysbeeck, (Leiden, gedoopt 22 augustus 1621 - aldaar begr., 11 februari 1650), is een Nederlandse kunstschilder uit de periode van de Gouden Eeuw.

## Biografie
Adriaen van Gaesbeeck werd geboren te Leiden als zoon van Cornelis Engelszn van Gaesbeeck (geboren ca. 1580 te Leiden) en Cornelia Cornelisdr (geboren ca. 1690 te Rotterdam). Zijn precieze geboortedatum is niet bekend, maar wel zijn doopdatum: 22 augustus 1621 in de (NH) Hooglandsche Kerk te Leiden.
Van Gaesbeeck werkte vooral in zijn geboortestad Leiden. Voor een korte periode (waarschijnlijk in 1645-1646) woonde hij in Amsterdam. Op 20 december 1646 trouwde hij in Leiden met Cathalyna van Rijswijck en in 1649 werd hij aldaar lid van het Sint-Lucasgilde. Een jaar later stierf hij.

## Werk in openbare collecties (selectie)
Van Gaesbeeck is vooral bekend geworden om zijn portretten, religieuze schilderijen en genrestukken. Hij wordt gerekend tot de school van Gerard Dou en Pieter Cornelisz. van Slingelandt. Hij heeft weinig werken nagelaten; enkele van zijn bekendste werken zijn:
- Portret van een familie (1646), Kaapstad: South African National Gallery
- Portret van een man, wellicht een lakenverkoper (1646), Leiden: Lakenhal
- De rust op de vlucht naar Egypte (1647), Leiden: Lakenhal
- Jongeman in een studeerkamer (1640-1650), Amsterdam: Rijksmuseum
- Bezoek aan een arts (1645 - 1650), Sint Petersburg: Hermitage
- Jonge moeder met twee kinderen, Den Haag: Galerij Prins Willem V
- Interieur met een bordurende vrouw en drie kinderen, Karlsruhe: Kunsthalle
- De naaister, Berlijn : Gemäldegalerie

## Galerij

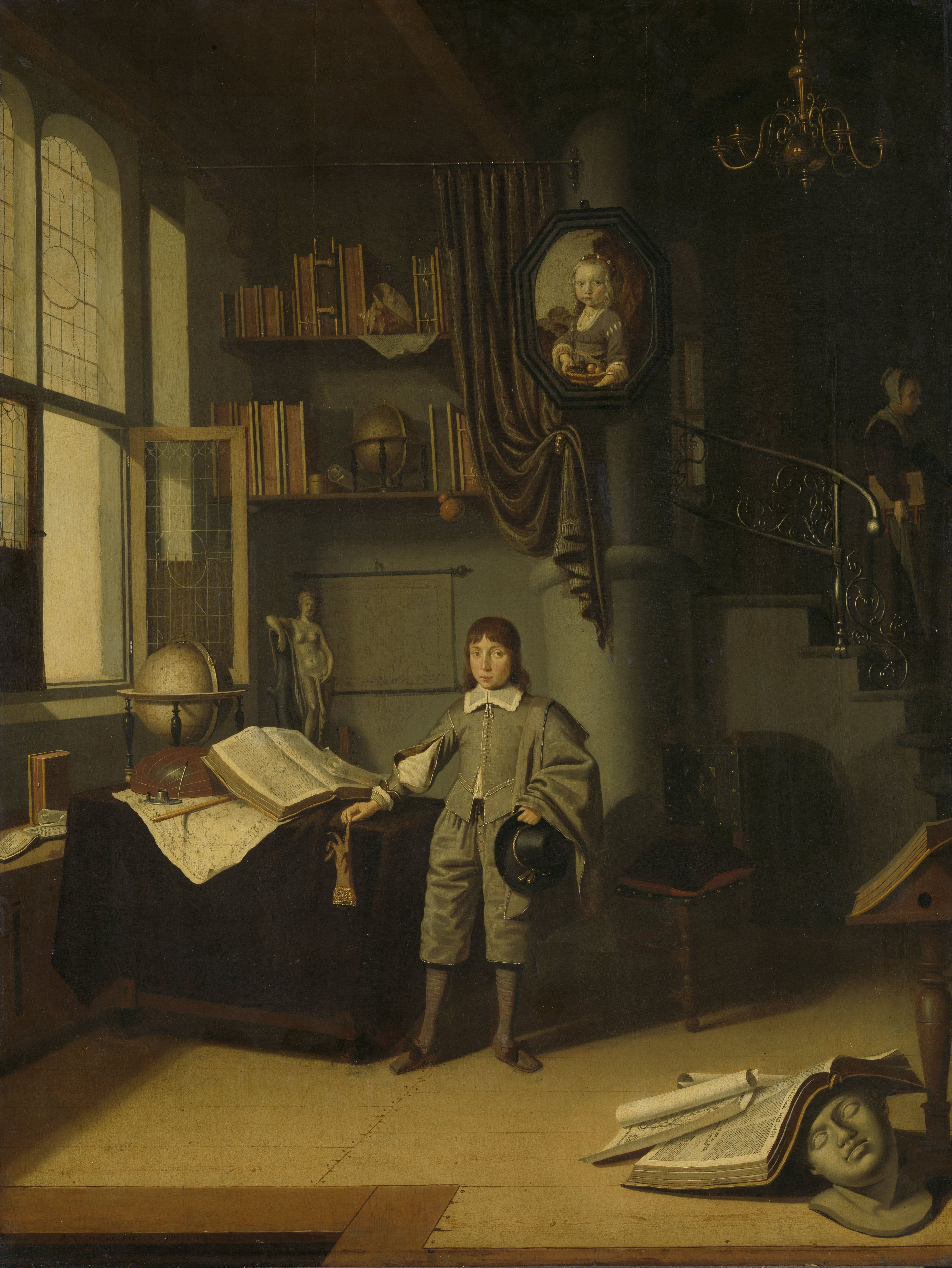
Jongeman in een studeerkamer (1640-1650)
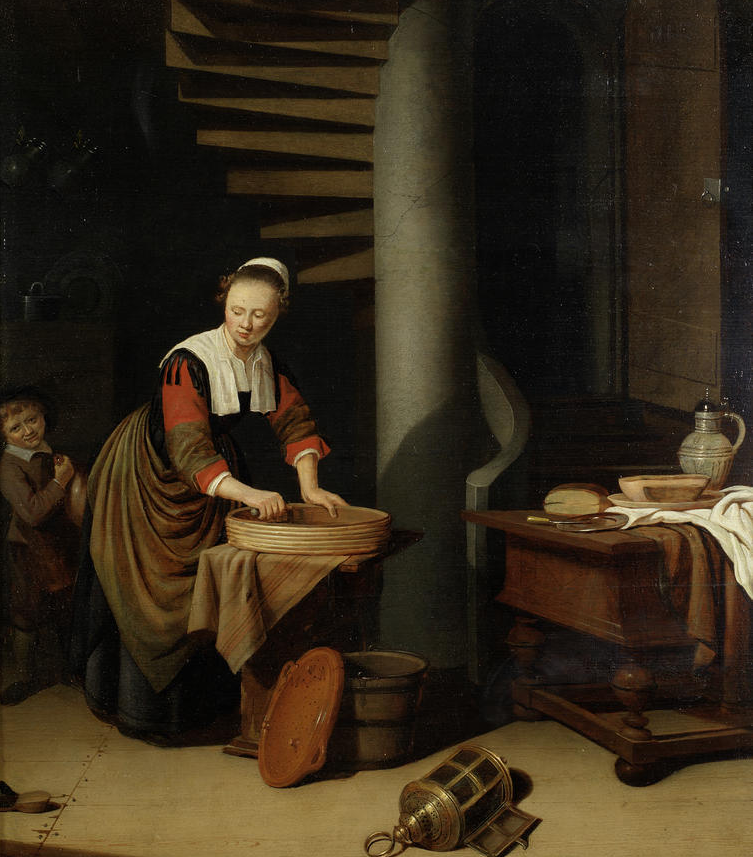
Een strijkende keukenmeid
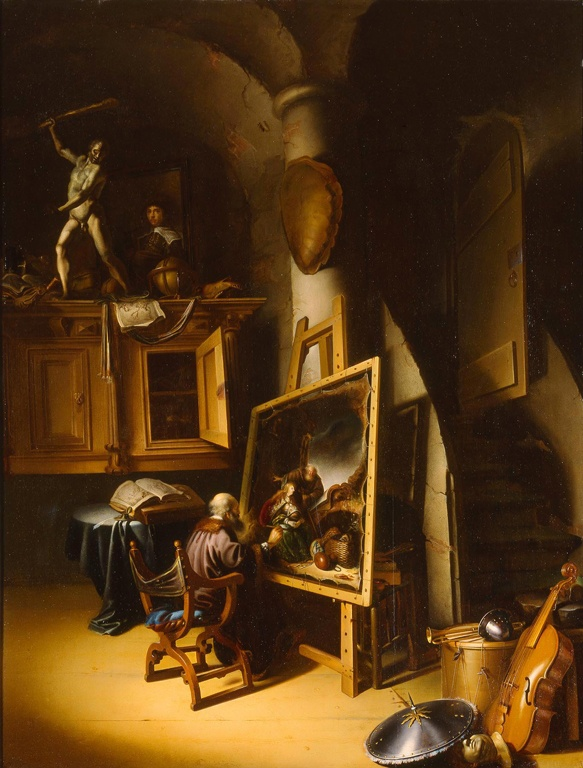
De kunstenaar in zijn studio (1645)
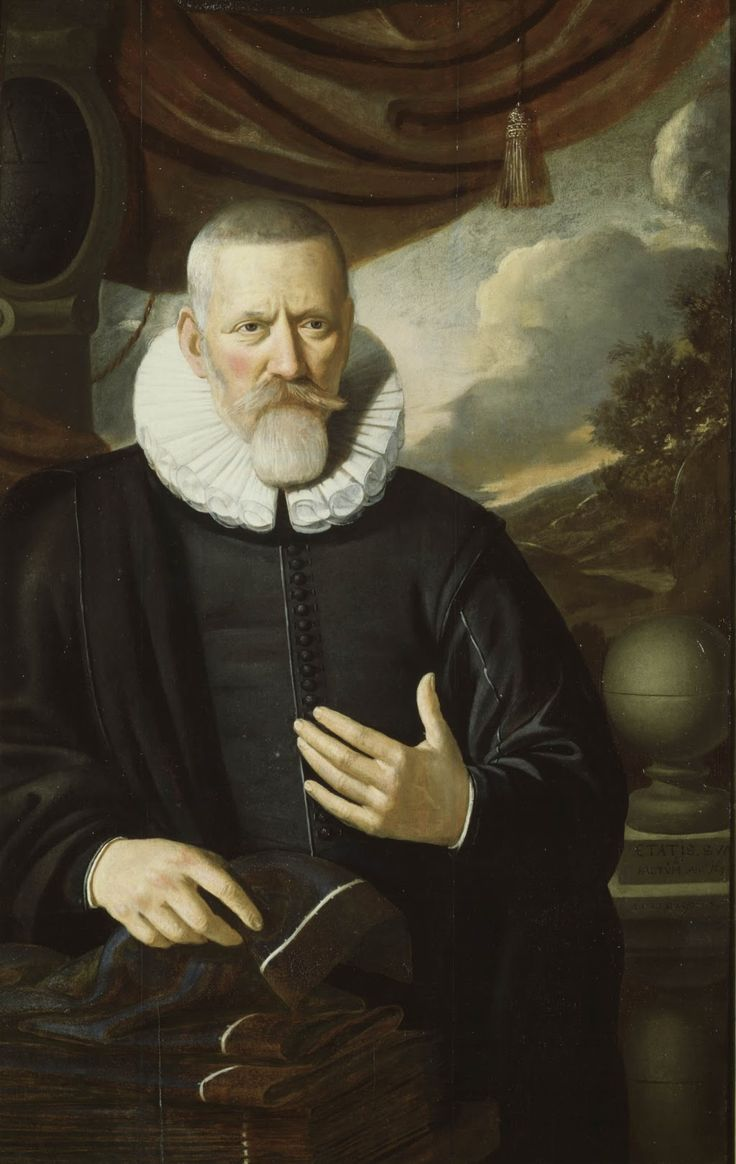
Portret van een man, wellicht een lakenverkoper (1646)

- Biografisch Portaal: 31495447
- International Standard Name Identifier: 0000 0000 6873 3420
- KulturNav: 4fcdd17c-e0f7-4067-8549-2e8eef436ac1
- Nederlandse Thesaurus van Auteursnamen: 327272848
- RKD-Nederlands Instituut voor Kunstgeschiedenis: 29913
- Union List of Artist Names: 500051836
- Virtual International Authority File: 96026868
- WorldCat: E39PBJxhtHyRVxVQHVX4mGxxDq